# Veľké Revištia
Veľké Revištia este o comună slovacă, aflată în districtul Sobrance din regiunea Košice. Localitatea se află la altitudinea de 110 m deasupra n.m., se întinde pe o suprafață de 10,19 km2 și în 2017 număra 521 de locuitori.

## Istoric
Localitatea Veľké Revištia este atestată documentar din 1335.

## Demografie
| An:                | 1994 | 2004   | 2014   | 2024   |
| ------------------ | ---- | ------ | ------ | ------ |
| Număr de persoane: | 575  | 536    | 522    | 493    |
| Diferență:         |      | −6,78% | −2,61% | −5,55% |

| An:                | 2023 | 2024   |
| ------------------ | ---- | ------ |
| Număr de persoane: | 487  | 493    |
| Diferență:         |      | +1,23% |